# Ryszard Łuczak
Ryszard Łuczak (ur. 30 września 1934 w Kościerzynie, zm. 2 kwietnia 2021 w Gorzowie Wielkopolskim) – polski waterpolista, trener. W latach 1971–1989 selekcjoner reprezentacji Polski. Prowadził również juniorską reprezentację Polski, z ogromnymi sukcesami Stilon Gorzów Wielkopolski, MKP Gorzów Wielkopolski, Słowiankę Gorzów Wielkopolski i GKPW-59 Gorzów Wielkopolski.
Najbardziej utytułowany trener w historii polskiej piłki wodnej. Jako zawodnik reprezentował barwy Kolejarza Bytom, Polonii Bytom i Orła Łódź (awans do ekstraklasy). Natomiast jako trener trenował Stilon Gorzów Wielkopolski (15–krotne mistrzostwo Polski, 12–krotne halowe mistrzostwo Polski, 16–krotne Puchar Polski, 15–krotne mistrzostwo Polski juniorów), reprezentację Polski.

## Kariera
W czasie kariery sportowej reprezentował barwy Kolejarza Bytom, Polonii Bytom i Orła Łódź (awans do ekstraklasy w sezonie 1955), gdzie grał wraz z bratem Henrykiem.

## Kariera trenerska
Po zakończeniu kariery sportowej przybył do Gorzowa Wielkopolskiego, gdzie w 1959 roku wraz z kolegami założył sekcję piłki wodnej w Unii Gorzów Wielkopolski, która w 1960 roku po przejęciu przez fabrykę włókien poliamidowych – Stilon, zmieniła nazwę na Stilon Gorzów Wielkopolski. W 1964 roku został trenerem klubu, który pod wodzą Łuczaka odnosił największe sukcesy w swojej historii: 15–krotnie mistrzostwo Polski (1977–1978, 1980–1991), mistrzostwo Polski (1979), 3. miejsce w ekstraklasie (1976), 16–krotnie Puchar Polski, 15–krotnie mistrzostwo Polski juniorów oraz trzykrotnie ćwierćfinał Pucharu Europy (1985, 1987, 1989). W 1981 roku został uznany przez PZP (Polski Związek Pływacki) Trenerem Roku.
Po rozwiązaniu w 1992 roku sekcji piłki wodnej w Stilonie Gorzów Wielkopolski, trenował MKP Gorzów Wielkopolski, Słowiankę Gorzów Wielkopolski i GKPW-59 Gorzów Wielkopolski.

### Reprezentacja Polski
W latach 1971–1989 był selekcjonerem reprezentacji Polski,   Ponadto uczestniczyli na mistrzostwach Europy 1989 w RFN, na których po trzech meczach w pierwszej rundzie Grupy A2 (z reprezentacją Czechosłowacji (6:9), z reprezentacją RFN (3:7), z reprezentacją Hiszpanii (10:10)) oraz po trzech meczach w drugiej rundzie o miejsca 13–16 (z reprezentacją Wielkiej Brytanii (10:4), z reprezentacją Austrii (11:8), z reprezentacją Szwecji (11:9)), Biało-Czerwoni zakończyli turniej na 13. miejscu. 
Potem w reprezentacji Polski współpracował z Edwardem Kujawą. Trenował również juniorską reprezentację Polski.

## Sukcesy

### Zawodnicze
- Awans do ekstraklasy: 1955

### Trenerskie
Stilon Gorzów Wielkopolski
- Mistrzostwo Polski: 1977, 1978, 1980, 1981, 1982, 1983, 1984, 1985, 1986, 1987, 1988, 1989, 1990, 1991, 1996
- Wicemistrzostwo Polski: 1979
- 3. miejsce w ekstraklasie: 1976
- 12–krotnie halowe mistrzostwo Polski
- 16–krotnie Puchar Polski
- Ćwierćfinał Pucharu Europy: 1985, 1987, 1989
- 15–krotnie mistrzostwo Polski juniorów

Reprezentacja Polski

### Indywidualne
- Trener Roku PZP: 1981

## Życie prywatne
Miał żonę Teresę, z którą dwójkę dzieci: córkę Lidię (ur. 1959) i syna Ireneusza (ur. 1965). Miał także trójkę wnucząt i jednego prawnuka. Zmarł 2 kwietnia 2021 roku w Gorzowie Wielkopolskim, w tym samym dniu, co jeden z jego zawodników Stilonu Gorzów Wielkopolski – Krzysztof Garbolewski. Został pochowany 9 kwietnia 2021 roku na Cmentarzu Komunalnym w Gorzowie Wielkopolskim. 